# Ousseina Alidou
Ousseina D. Alidou (1963) es una nigerina, y africanista especializada en el estudio de mujeres musulmanas en África. Es profesora en el Departamento de Estudios Americano-Africano y de Estudios africanos en la Universidad Rutgers. Fue miembro del Comité para Libertad Académica en África y coeditó una antología ampliamente citada Mil Flores (2000). Su trabajo en Enganging Flowers también ha sido ampliamente citada.
Viajó a EE. UU. desde Níger en 1988 para proseguir sus estudios. Así obtuvo su doctorado en lingüística teórica por la Universidad de Indiana Bloomington.
Su melliza Hassana Alidou ha sido embajadora de Níger en EE. UU. desde febrero de 2015.

## Premios
- 2006 Rutgers Consejo Universitario de Trustees de Excelencia Erudita[9]
- 2007 Subcampeóna, Premio Aidoo-Snyder de Libros, Caucus de la Asociación de Estudios africana de Compromisos de la Modernidad[10][11]
- 2010 Distinguida Alumna Premio África-Instituto de América,

## Publicaciones
- A Thousand Flowers:Social struggles against structural adjustment in African universities coeditó con Silvia Federici y George Caffentzis, (Trenton, NJ: Africa World Press, 2000)

- Engaging Modernity: Muslim Women and the Politics of Agency in Postcolonial Niger (Madison: University of Wisconsin Press, 2005)

- Muslim Women in Postcolonial Kenya: Leadership, Representation, and Social Change (Madison: University of Wisconsin Press, 2013)